# Sociedade participativa
Sociedade participativa (ou participatiesamenleving no termo original em neerlandês) é um conceito de sociedade criado nos Países Baixos durante o segundo gabinete do primeiro-ministro Mark Rutte, o qual consiste na limitação de responsabilidade do Estado em relação ao financiamento do cuidado em saúde dos cidadãos holandeses idosos e/ou incapacitados em clínicas residenciais especializadas ou em cuidados domiciliares. Em 1 de janeiro de 2015, o acesso a esse tipo de cuidado tornou-se restrito a cidadãos que não possam assumir responsabilidade sobre suas vidas e sobre o entorno, e que não possuam familiares em condições de serem cuidadores. Na prática, isso transfere do Estado para as famílias holandesas a responsabilidade pelo cuidado de milhares de pessoas. É uma palavra de introdução recente e ainda não apresenta uma definição fixa, apenas uma conotação de caráter político que sinaliza uma crise no estado de bem-estar social holandês. 

## Origem
O primeiro uso da expressão nos Países Baixos ocorreu em 1991, num outro contexto e com um significado totalmente dissociado do atual, pelo então líder do partido trabalhista Wim Kok. Entretanto, foi apenas após o primeiro discurso televisionado do Rei Guilherme Alexandre dos Países Baixos, em 2013, no qual ele alertara a sociedade neerlandesa para a proximidade da nova legislação, que o termo se tornou popular.

## Crítica
Imediatamente após o discurso surgiu na internet e na mídia um debate sobre o conceito de sociedade participativa e seu real significado político.
Houve a sugestão de que esse é um termo revelador sobre a falência das instituições estatais e a instalação forçada de um sistema de classes, o qual inexistia anteriormente nos Países Baixos no que se refere ao cuidado de pessoas idosas ou incapacitadas.

## Desdobramentos
Em novembro de 2013 a palavra 'participatiesamenleving' (termo original para 'sociedade participativa' em neerlandês) foi escolhida no congresso da Sociedade Nossa Língua ('Genootschap Onze Taal') como a palavra do ano 2013 nos Países Baixos.